# Elaphoglossum tambillense
Elaphoglossum tambillense là một loài thực vật có mạch trong họ Lomariopsidaceae. Loài này được (Hook.) T. Moore mô tả khoa học đầu tiên năm 1857.